# Horný Vadičov
Horný Vadičov je naseljeno mjesto u okrugu Kysucké Nové Mesto u Žilinskom kraju u Slovačkoj.

## Stanovništvo
| Godina:     | 1993. | 2003.   | 2013.   | 2023.   |
| ----------- | ----- | ------- | ------- | ------- |
| Broj ljudi: | 1507  | 1547    | 1628    | 1722    |
| Razlika:    |       | +2,65 % | +5,23 % | +5,77 % |

| Godina:     | 2022. | 2023.   |
| ----------- | ----- | ------- |
| Broj ljudi: | 1718  | 1722    |
| Razlika:    |       | +0,23 % |

Prema podatcima o broju stanovnika iz 2023. godine naselje je imalo 1722 stanovnika.

## Vanjske poveznice
|  | Zajednički poslužitelj ima još gradiva o temi Horný Vadičov |

- Službena stranica naselja (sl.)